# Идель (озеро)
Идель — озеро на территории Чернопорожского сельского поселения Сегежского района Республики Карелии.

## Общие сведения
Площадь озера — 8,8 км², площадь водосборного бассейна — 287 км². Располагается на высоте 97,9 метров над уровнем моря.
Форма озера лопастная. Берега изрезанные, каменисто-песчаные, местами заболоченные.
Через озеро протекает река Идель, которая впадает в реку Нижний Выг.
В залив на южной стороне Иделя впадает ручей без названия, вытекающий из Пустозера.
В озере расположено не менее шести безымянных островов различной площади.
К югу от озера проходит трасса А137 («Р21 („Кола“) — Тикша — Ледмозеро — Костомукша — граница с Финляндской Республикой»).
Код объекта в государственном водном реестре — 02020001311102000008487.

## Панорама

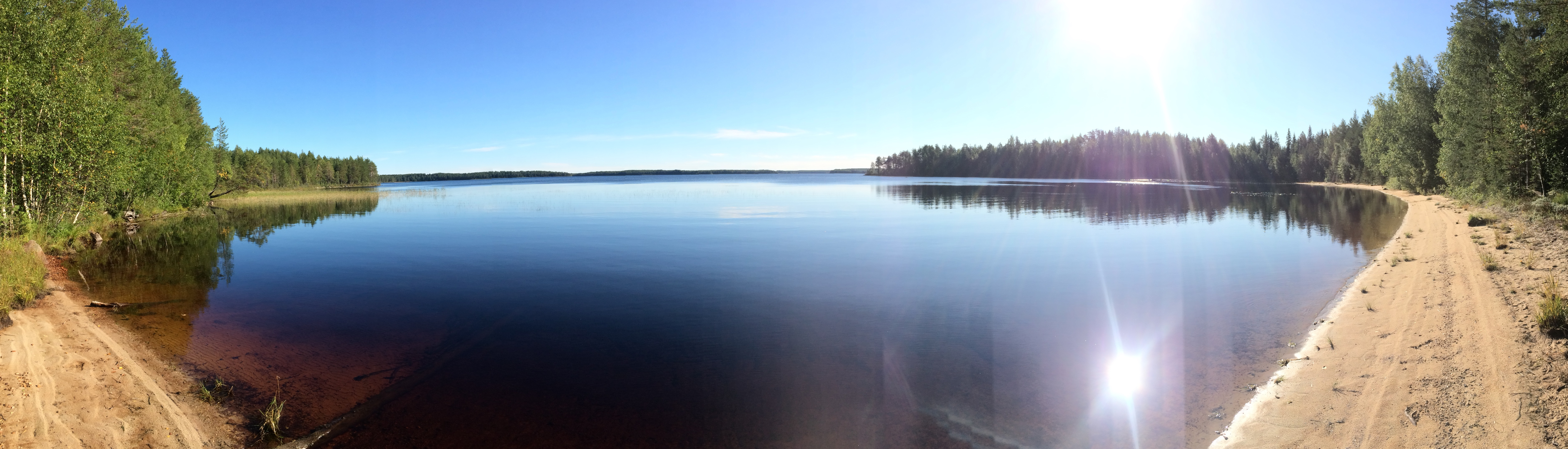
Панорама